# Polycitor epicolon
Polycitor epicolon is een zakpijpensoort uit de familie van de Polycitoridae. De wetenschappelijke naam van de soort werd in 2006 voor het eerst geldig gepubliceerd door het echtpaar Claude en Françoise Monniot.